# كيفن دوبرو
كيفن مارك دوبرو (29 أكتوبر 1955 - 19 نوفمبر 2007) كان مغنيًا أمريكيًا، اشتهر بأنه المغني الرئيسي في فرقة كوايت ريوت لموسيقى الهيفي ميتال من عام 1975 حتى عام 1987، ومرة أخرى من عام 1993 حتى وفاته في عام 2007.

## وفاته
في 25 نوفمبر 2007، تم العثور على كيفن دوبرو ميتا في منزله في لاس فيغاس. لم يتمكن الأصدقاء من الاتصال به لمدة أسبوع ولم يحضر عشاء عيد الشكر الذي في منزل صديقه جلين هيوز.    ووفقًا لهيوز، أخبره دوبرو قبل عشرة أيام تقريبًا أنه يريد إجراء تغييرات في أسلوب حياته.  وتم تحديد سبب الوفاة على أنه جرعة زائدة مميتة من مزيج من الكوكايين ومسكنات الألم والكحول.  وتقرر أيضًا أنه توفي قبل ستة أيام. 
دفن دوبرو في مقبرة باسيفيك فيو في كورونا ديل مار ، كاليفورنيا بجوار زوج والدته هارولد مانديل. وترأس حاخام جنازته في 30 نوفمبر 2007. 

## روابط خارجية
- تاريخ كوايت ريوت مع كيفن دوبرو
- كيفن دوبرو على موقع فايند أغريف